# Vinteuja
Venteuges és un municipi francès situat al departament de l'Alt Loira i a la regió d'Alvèrnia-Roine-Alps. L'any 2007 tenia 368 habitants.

## Demografia

### Població
El 2007 la població de fet de Venteuges era de 368 persones. Hi havia 152 famílies de les quals 48 eren unipersonals (32 homes vivint sols i 16 dones vivint soles), 40 parelles sense fills, 56 parelles amb fills i 8 famílies monoparentals amb fills.
La població ha evolucionat segons el següent gràfic:
Habitants censats

### Habitatges
El 2007 hi havia 259 habitatges, 155 eren l'habitatge principal de la família, 92 eren segones residències i 12 estaven desocupats. 255 eren cases i 4 eren apartaments. Dels 155 habitatges principals, 137 estaven ocupats pels seus propietaris, 13 estaven llogats i ocupats pels llogaters i 5 estaven cedits a títol gratuït; 7 tenien dues cambres, 18 en tenien tres, 42 en tenien quatre i 87 en tenien cinc o més. 32 habitatges disposaven pel capbaix d'una plaça de pàrquing. A 65 habitatges hi havia un automòbil i a 76 n'hi havia dos o més.

### Piràmide de població
La piràmide de població per edats i sexe el 2009 era:
| Homes | Edats   | Dones |
| ----- | ------- | ----- |
| 0     | 95 o +  | 0     |
| 0     | 90 a 94 | 0     |
| 4     | 85 a 89 | 0     |
| 0     | 80 a 84 | 8     |
| 12    | 75 a 79 | 16    |
| 24    | 70 a 74 | 4     |
| 4     | 65 a 69 | 24    |
| 20    | 60 a 64 | 12    |
| 12    | 55 a 59 | 8     |
| 8     | 50 a 54 | 4     |
| 12    | 45 a 49 | 12    |
| 12    | 40 a 44 | 16    |
| 12    | 35 a 39 | 4     |
| 24    | 30 a 34 | 16    |
| 4     | 25 a 29 | 16    |
| 12    | 20 a 24 | 8     |
| 24    | 15 a 19 | 12    |
| 20    | 10 a 14 | 4     |
| 8     | 5 a 9   | 4     |
| 4     | 0 a 4   | 16    |

## Economia
El 2007 la població en edat de treballar era de 217 persones, 161 eren actives i 56 eren inactives. De les 161 persones actives 158 estaven ocupades (93 homes i 65 dones) i 3 estaven aturades (1 home i 2 dones). De les 56 persones inactives 26 estaven jubilades, 14 estaven estudiant i 16 estaven classificades com a «altres inactius».

### Ingressos
El 2009 a Venteuges hi havia 155 unitats fiscals que integraven 370,5 persones, la mediana anual d'ingressos fiscals per persona era de 11.346 €.

### Activitats econòmiques
Dels 12 establiments que hi havia el 2007, 1 era d'una empresa extractiva, 1 d'una empresa de fabricació d'altres productes industrials, 2 d'empreses de construcció, 2 d'empreses de comerç i reparació d'automòbils, 4 d'empreses d'hostatgeria i restauració, 1 d'una empresa financera i 1 d'una empresa de serveis.
Dels 5 establiments de servei als particulars que hi havia el 2009, 1 era un taller de reparació d'automòbils i de material agrícola, 1 fusteria, 1 lampisteria i 2 restaurants.
L'any 2000 a Venteuges hi havia 67 explotacions agrícoles que ocupaven un total de 2.052 hectàrees.

## Poblacions més properes
El següent diagrama mostra les poblacions més properes.